# Philip Noah Schwarz

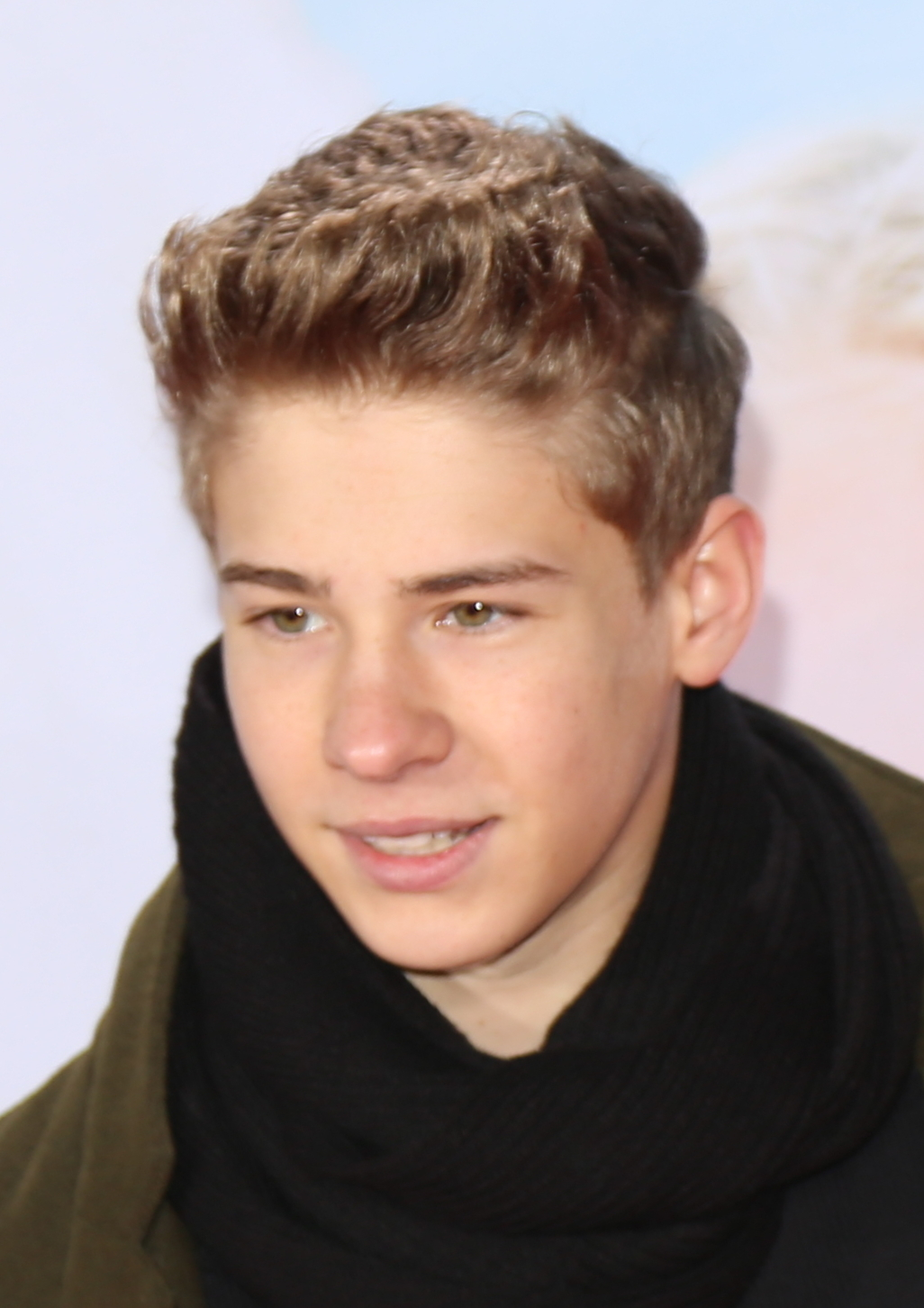
Philip Noah Schwarz (2018)

Philip Noah Schwarz (* 4. Juni 2001 in Köln) ist ein deutscher Schauspieler.

## Werdegang
Als Zwölfjähriger hatte er 2013 eine Nebenrolle in dem Kurzfilm Antlitz des Bösen. Mit Dieses bescheuerte Herz hatte er seine erste Kino-Hauptrolle als schwer herzkranker 15-jähriger David an der Seite von Elyas M’Barek.
Schwarz lebt in Pulheim bei Köln.

## Auszeichnungen
- 2017 Nachwuchspreis des Deutschen Filmballs – Bester Nachwuchsschauspieler für Dieses bescheuerte Herz[4]

## Filmografie

### Kino
- 2013: Im Antlitz des Bösen (NR: Daniel Anderson jung; Regie: Jasmin Lord / Kurzfilm)
- 2017: Dieses bescheuerte Herz (HR: David; Regie: Marc Rothemund)
- 2022: Niemandsland (HR: Frank, Regie: Markus Hansen, Produktion: Novo Film), Kurzfilm

### Fernsehen
- 2015: Die Mockridges – Eine Knallerfamilie (Episoden-NR: Pfadfinder; Regie: Martin Busker / WDR Fernsehen)
- 2016: Let’s talk – Ich will berühmt sein! (Episoden-NR: David / Peer; Dicke Luft zuhause, Einspieler 3. Staffel; Regie: Sarah Winkenstette / ZDF)
- 2016: Herzensbrecher – Vater von vier Söhnen (Episoden-NR: Junge 1; Episode: Alles oder nichts; Regie: Jurij Neumann / ZDF)
- 2018: Die Inselärztin: Das Geheimnis (HR: Oliver; Regie: Peter Stauch / Das Erste)
- 2019: WaPo Bodensee (Episoden-NR: Yosh; Episode: Der Tote im Kajak; Regie: Raoul Heimrich / Das Erste)
- 2019: Der Lehrer (Episoden-HR: Philip; Episode: Kleiner Tipp, werd’ besser ’n besserer Lügner …!; Regie: Nico Zingelmann / RTL)
- 2019–2021: Merz gegen Merz (durchgehende HR; Regie: Jan Markus Linhof und Felix Stienz / ZDF)
- 2019: Wir sind die Welle (Episoden-NR: Ingo; Fernsehserie; Netflix)
- 2020: Heldt (Episoden-NR: Adam Krämer; Episode: Die Träume der Anderen; Regie: Nico Zavelberg / ZDF)
- 2020 Die Bergretter (Episoden-NR: Tim; Episode: Loslassen; Regie: Steffen Mahnert / ZDF)
- 2021: Leben über Kreuz
- 2021: SOKO Köln: Geschlagene Frauen (Fernsehserie)
- 2022: Niemandsland (HR: Frank, Regie: Markus Hansen, Produktion: Novo Film / Kurzfilm)
- 2022: Ramstein – Das durchstoßene Herz
- 2023: Der Staatsanwalt: Flüchtige Spuren (Fernsehserie)
- 2023: Merz gegen Merz – Hochzeiten
- 2024: Merz gegen Merz – Geheimnisse

### Sonstiges
- 2014: Tag der Begegnung (Kindermoderation, Landschaftsverband Rheinland)
- 2014: Schnitzeljagd durch Polen (Sprachaufnahmen für KiKA)[5]